# Karl Buchholz (Radsportler)
Karl Buchholz (* 2. Juni 1932; † 26. Oktober 2017) war ein deutscher Radballer und Kommunalpolitiker.
1959 sowie von 1961 bis 1964 in Folge wurde Karl Buchholz gemeinsam mit seinem Bruder Oskar insgesamt fünf Mal Weltmeister im Radball. Sechsmal wurden die Brüder zudem deutscher Meister. Nach Beendigung seiner aktiven Laufbahn leitete er als Vorsitzender über viele Jahre den einheimischen Radsportverein RSV „Blitz“ Lauterbach.
Von 1965 bis 1994 saß Buchholz nahezu 30 Jahre lang für die CDU im Gemeinderat von Lauterbach. In seiner letzten Amtsperiode von 1989 bis 1994 bekleidete er zudem das Amt des ersten Stellvertreters des Bürgermeisters. Von Beruf war er Transportunternehmer.
Zusammen mit seinem Bruder wurde Karl Buchholz wurde mit dem Silbernen Lorbeerblatt, der Landesehrennadel und 1965 mit dem Goldenen Band der Sportpresse ausgezeichnet.